# Registra
Registra (sg. registrum) je v diplomatice pojem označující přehled listin expedovaných kanceláří. Registra jakožto pomocné úřední knihy byly vedeny v kanceláři vydavatele a obsahovaly stručný obsah (regest) vydaných písemností. Mohly sloužit k vyhotovování opisů jako náhrada za zničené či ztracené originály. Na vydaných listinách je registrování vyznačeno na rubu, tzv. registraturní poznámkou. Opakem regest jsou kopiáře. Výraz registrum se ve středověku používal rovněž pro různé typy soupisů, proto ne každý takto dobově označený historický pramen byl opravdovými registry.

## Historie
Registra se objevují již v pozdně antické správní praxi. Jako literární text se dochovala registra ostrogótského krále Theodoricha Velikého díky Variae Cassiodora a registra listů (Registrum epistolarum) papeže Řehoře I. Poté je vedení register v raně a vrcholně středověkých kancelářích prokázáno pouze u papežské kurie. Nejstarší dochovaný originál jsou registra Řehoře VII., kontinuální řada originálních register začíná rokem 1198 po reorganizaci kanceláře Inocence III. Protože se tyto řady vedly v nezměněné podobě až do 19. století, představují významný pramen pro studium církevních, politických i kulturních dějin mnoha evropských států, neboť zachycují vydané papežské listiny a korespondenci kurie s církevními i světskými činiteli jednotlivých zemí. Listiny a listy určené pro české země jsou vydávány v edici Monumenta Vaticana res gestas Bohemicas illustrantia.
Ve Francii bylo vedení register obvyklé až za vlády Filipa II. Augusta, na Sicílii se používala od Fridricha II., pravděpodobně po vzoru normanské kanceláře. V normanské Anglii se nacházejí obdobné registraturní záznamy. Ve Svaté říši římské jsou první stopy vedení register doloženy za vlády Jindřicha VII. Dva svazky říšských register Ludvíka IV. Bavora jsou nejstaršími dochovanými originály. Také v ostatních částech říše se systematické vedení register prosadilo až během 14. století. Pro české země je bezpečně prokázáno vedení register za vlády Jana Lucemburského, kdy se dochoval zlomek jeho register z roku 1312. Registra vedl i jeho syn Karel IV.